# Lenné-Park (Feldafing)

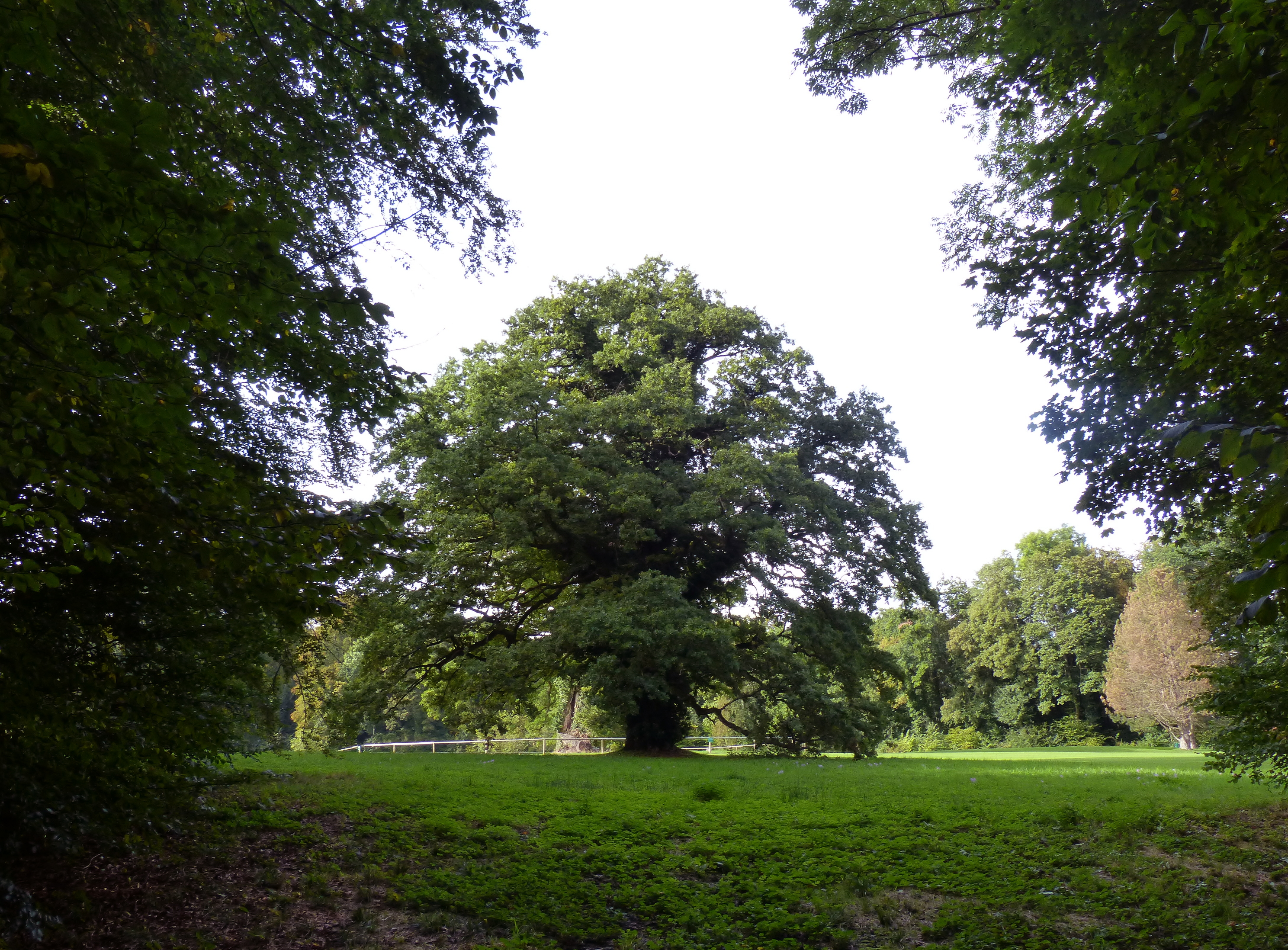
Lenné-Park

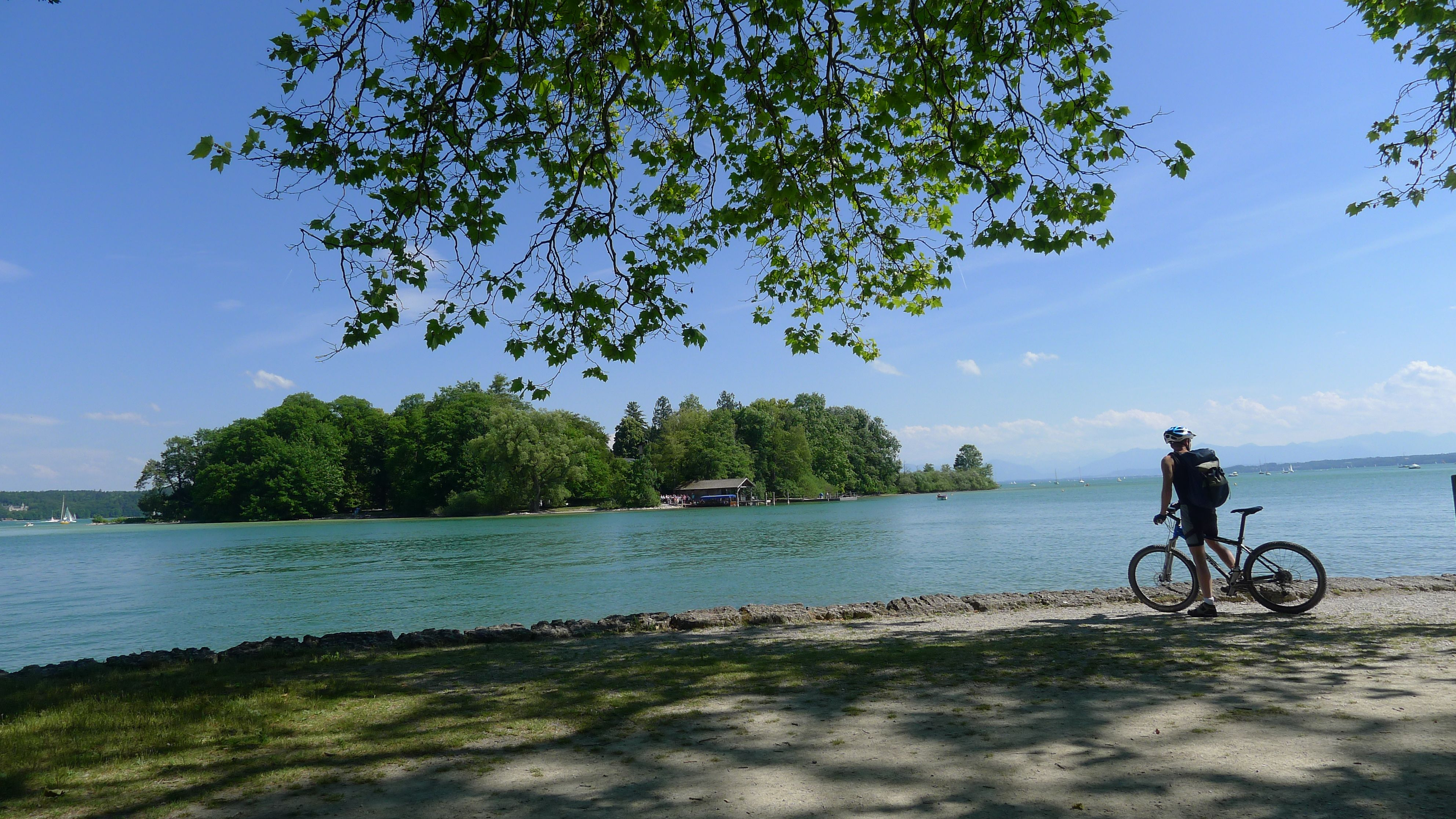
Blick zur Roseninsel

Der Lenné-Park ist ein 90 Hektar großer ab 1855 als Englischer Landschaftsgarten angelegter Park in Feldafing am Starnberger See.

## Geschichte
Seit 1840 hatte Kronprinz Maximilian II. Joseph die Insel Wörth und das Ufer bei Feldafing als möglichen Standort für ein Athenäum oder Maximilianeum angedacht. 1842 gab es einen Plan für eine „Prinzeninsel“ mit einem zierlichen Lusthaus. Nach der Thronbesteigung 1848 ließ Maximilian sieben Standorte am Starnberger See von einem Architekten und einem Gartenfachmann prüfen und entschied sich nach deren Gutachten für Feldafing. Die Insel Wörth wurde im Oktober 1850 von der Fischerfamilie Kugelmüller erworben. Nach weiteren Grundstückskäufen ergab sich ein 123 Hektar zusammenhängendes Areal. Bestandteil war neben dem heutigen Park auch das Gebiet des Feldafinger Höhenbergs und das Gelände der heutigen Fernmeldeschule.
Im November 1850 beauftragte der König den Architekten Franz Jakob Kreuter mit einem Projekt zur Gestaltung des Areals. Mitte März 1851 begann die Umgestaltung der Insel Wörth zur Roseninsel. Im Juni 1851 beschloss der König, gegenüber der Roseninsel Schloss Feldafing zu errichten, und beauftragte August von Voit mit der Planung. Baubeginn war 1863, aber als Maximilian im März 1864 starb, waren nur die Fundamente gebaut. Bald darauf wurden sie wieder entfernt.
Für die Gartengestaltung konnte Peter Joseph Lenné gewonnen werden, der im April 1854 beauftragt wurde. Unter dessen Schüler Carl von Effner wurde der Park von 1855 bis 1863 angelegt.
1923 ging der Park an den Wittelsbacher Ausgleichsfonds über. Seit 1926 wird ein Teil des Parks als Golfplatz genutzt. 1927 wurde ein Grundstück für die Errichtung eines Strandbades an die Gemeinde Feldafing verkauft.
1955 wurde der Park Eigentum der Bayerischen Verwaltung der staatlichen Schlösser, Gärten und Seen.
Von 1994 bis 2004 wurde der verwachsene Park mit Unterstützung vieler Spender nach den Originalen Plänen wiederhergestellt und war zum 150. Jahrestag der Auftragserteilung fertig. Zum Jubiläum wurde im südlichen Teil des Parks eine Lenné-Büste enthüllt.